# Milarepa
Pour les articles homonymes, voir Milarépa (homonymie).
Milarepa est un récit d'Éric-Emmanuel Schmitt écrit pour Bruno Abraham-Kremer et mise en scène au théâtre. 

## Historique
Milarepa est le premier volet du Cycle de l'invisible qui comprend sept autres récits : Monsieur Ibrahim et les Fleurs du Coran, Oscar et la Dame rose, L'Enfant de Noé , Le Sumo qui ne pouvait pas grossir, Les Dix Enfants que madame Ming n'a jamais eus, Madame Pylinska et le secret de Chopin et Félix et la source invisible.

## Résumé
Chaque nuit, dans le Paris d'aujourd'hui, Simon rêve d'un yogi tibétain qui autrefois haïssait son neveu, nommé Milarépa. Pour arrêter ce phénomène, il doit raconter leur histoire,,,.

## Accueil critique
Pour Michel Meyer l'ouvrage de  Schmitt, Milarepa, évoque le bouddhisme et rappelle Siddharta de Hermann Hesse.

## Adaptation à la scène
Milarepa a été mis en scène et représenté non seulement en France, notamment au Festival d'Avignon mais également dans de nombreux pays européens : Belgique, Allemagne, Finlande...
À Avignon, la mise en scène est assurée à l'origine, en 1997, par Bruno Abraham-Kremer, également comédien dans la pièce, puis en 2015 par Stanislas Grassian.

## Éditions
Édition imprimée originale
- Éric-Emmanuel Schmitt, Milarepa, Paris, éd. Albin Michel, 29 mai 1997, 74 p., 130mm x 200mm (ISBN 2-226-09352-4).

Édition imprimée au format de poche
- Éric-Emmanuel Schmitt, Milarepa, Paris, Librairie générale française, coll. « Le Livre de poche », 9 janvier 2013, 84 p., 11,0 cm × 17,9 cm (ISBN 978-2-253-17414-1).

Édition scolaire annotée
- Éric-Emmanuel Schmitt, Milarepa, Paris, Magnard, coll. « Classiques & Contemporains » (no 102), 10 juin 2009, 80 p. (ISBN 978-2-210-75531-4).

## Traductions
Le récit a été traduit en allemand, anglais, bulgare, castillan, chinois, coréen, danois, estonien, grec, islandais, italien, japonais, lituanien, néerlandais, perse, polonais, portugais roumain, russe, serbe et turc.